# فرانز شيمر
فرانز شيمر (بالألمانية: Franz Schiemer)‏ (مواليد 21 مارس 1986 في هاغ أم هاوسروك) لاعب كرة قدم نمساوي دولي يجيد اللعب في خط الدفاع . يلعب حاليا لصالح نادي ريد بول سالزبورغ النمساوي منذ 2009 .

## روابط خارجية
- فرانز شيمر على موقع الاتحاد الأوربي (الإنجليزية)
- فرانز شيمر على موقع قاعدة بيانات كرة القدم.إي يو (الإنجليزية)
- فرانز شيمر على موقع ناشيونال فوتبول تيمز (الإنجليزية)
- فرانز شيمر على موقع Soccerway.com (الإنجليزية)
- فرانز شيمر على موقع عالم كرة القدم.نت (الإنجليزية)
- فرانز شيمر على موقع AS.com (الإسبانية)